# 民安ともえ
民安 ともえ（たみやす ともえ、1月3日 - ）は、日本の女性声優、歌手、バーチャルYouTuber。広島県出身、東京都在住。血液型はO型。主にアダルトゲームに声をあてている。一般作品ではたみやす ともえの名義を用いている。中国語表記は民安 友絵（本人の新浪微博より）。

## 人物
- 女性ながらアダルトゲーム好きが高じて、アダルトゲームへよく声を当てる声優となった（最初に一番熱中してプレイしたゲームは『痕』のオリジナル版だったと語っている[6]）。そのため、ラジオなどではユーザー視点で熱く語ったり、解説役になることも多い。アダルトゲームの声優としては数少ない顔出しができる声優で、ライブ活動やイベント出演も行っている。
- 民安の由来はクラスメイトの名前を使わせてもらったという[7]。
- 一人称は「私」の他にも「民安」を使う傾向にある。『アキハバラ発!ぷらてぃあ放送局』で共演したまきいづみに「たみー」・「たみちゃん」と呼ばれ、『ナツメブラザーズ!』では緑川光ややなせなつみのことを「お兄ちゃん」「兄貴」・「お姉ちゃん」と呼び慕っている。他にも鈴田美夜子からは「おたみちゃん」と呼ばれている。
- 本人曰く、「本気で照れてる時は広島弁が出ます」とのことで、照れている時や恥ずかしがっている時に方言が混ざる。その他、感情が高ぶっている時に一人称が「俺」に変わることがある。これは、故郷である広島の女性（主に年配の女性）が使う一人称で、お婆ちゃんと遊ぶことが多かった民安が影響を受けたとのことである。
- 深海魚と『美味しんぼ』への造詣が深く、『美味しんぼ』に関しては、『セリフを聞いただけで、大体どのエピソードか分かる』とのこと。ただし、TVアニメで放送された範囲のエピソードに限る、とも発言している。
- アダルトゲームにおける女性キャラクターのスリーサイズについて、リアリズムを追及する考証を行なったことがある。例えば、バストサイズとブラのカップ数からアンダーバストを算出し、アンダーバストとウエストの差を考えると、バストサイズに対してカップ数が足りない（あるいは、ウエストが細すぎる）といった具合である。
- 『ナツメブラザーズ!』にて中国の『民安隊少年團』が紹介されて以来、緑川光にファンたちのことを『民安隊』と呼ばれている。
- 一般作とアダルトゲーム作品両方に民安ともえ名義で出演しており、区別が出来なかった事から、2011年度から一般作に限りたみやすともえとひらがなで表記することをブログで発表した[8]。この件に対して、『18歳未満のファンの方が、アダルトゲームなどのR-18コンテンツを手に取らないようにする為、区別を付ける事が出来るようにする意味合いもある』という主旨の発言をしていた[9]。ただし、『ナツメブラザーズ!』のように、民安ともえ名義で出演する全年齢向けの仕事もある為、その辺の線引きについて考えているという発言もしていた[10]。
- 2015年11月22日、ブログにて同業の中村圭佑と結婚したことを発表し、報じられた[11]。
- 2018年12月14日より、同じく声優の成瀬未亜とともにバーチャルYouTuberとして「みあたみちゃんねる」を開設。そちらでの活動時は、「たみー（民安ともえ）」・「みあぞー（成瀬未亜）」としている。2020年12月19日には成瀬の独立に伴い、チャンネル名を「たみーCh」に改名した。

### 民安★ROCK
- 以前から声優としてだけではなく、歌手としても活動しており、2007年1月頃には自身がボーカルを務めるバンド「民安★ROCK」を結成する。そのためバンド活動も含め自身で作詞を担当している曲も多い。
  - 以後、毎月最終月曜日にAKIBAドラッグ&カフェで定期公演を行っている。
  - インディーズ活動、メンバーの入れ替えなどを経て、2009年2月6日、Silver Seats Studioの音楽レーベル『Silver Seats Records』よりアルバム『Rocks Juice』でレーベルデビューを果たす。
  - 2010年1月28日には2枚目のアルバム『Power Halation』を発売、4月には初のワンマンライブとなる『パワハラ2010!〜小悪魔上司とあらがえないボクら〜』を大阪（心斎橋Fan J）、東京（恵比寿LIVEGATE）にて行う。東京公演の一部はニコニコ生放送にてライブ配信された。
  - 2014年FARM RECORDSネットミュージックコンテンツに移籍し、5枚目のアルバム「HOME」を発売。これまでのPCゲーム流通を離れ初の一般流通CDとしてオリコン10位内入りを目指し全国20カ所のツアーを行う。結果公約通りオリコン初登場デイリー9位、インディーズウィークリー4位入りを果たした。
  - 2015年11月20日に渋谷TSUTAYA O-WESTにて開催される『GO!WEST〜彼女がメガネを外したら〜』で民安★ROCKの活動を終了すると発表された。

### タミーノック
- 2017年4月より、これまでのユニット形態から、うさぎROCKを提唱するガールズバンドとして活動。

### VTuberとしての活動
- 上記にあるように、2018年12月14日より、同じく声優の成瀬未亜とともにバーチャルYouTuberとして活動を開始(現在は別々のチャンネルにて活動)。
  - VTuberとして活動する際は『たみー』名義で活動している。2つ名は『ロックなうさびっち声優』『ロックなトラブルバニー』。民安が飼っているうさぎ｢うなぎ｣をモチーフにした容姿であり、本人曰くうさ耳は｢単三電池で動くカチューシャ｣、しっぽは｢安全ピンで留めている｣との事。そのために取り外し可能で、雑談配信などを行う際はうさ耳を外していることがある。｢うなぎ｣が耳の短いネザーランド・ドワーフという品種であることもあり、カチューシャの耳の長さなどに非常に強いこだわりがある。なお、『たみー』のデザインはアニメ『リトルバスターズ!』など多くの作品でキャラクターデザインやOP原画を手がけたアニメーター・キャラクターデザイナーの飯塚晴子が手がけている。Live2Dでの2D体の調整やVirtual Castでの3D体の制作・調整はほぼ全てを民安自身で行っている。
- みあたみちゃんねるとして
  - チャンネル公開当初は毎週金曜日に動画投稿、毎週日曜日には2人揃って生配信を行っていたが、2020年8月現在は民安主体でほぼ毎日配信を行っている。2020年2月29日〜8月14日まで成瀬がVTuberとしての活動を休止していたため、この期間中はほとんどの配信を1人でこなしていた。8月15日の配信に於いて成瀬が復帰を果たし、改めて週に1回は2人で生配信を行うことが決定した。
  - 2人ともケモ耳を生やしていることから、視聴者やファンは『みみみん』と呼ばれ、その呼称を鳴き声になぞらえて『セミ』と呼ばれることもある。『みみみん』に因んで、2019年3月3日にリアルイベントを開催した。
  - 2020年9月26日、ヴァーチャルライブを開催した。同時接続数1000人を目標としていたが、最終的には2000人を超えた。
  - 2020年12月19日の生放送にて、みあぞー(成瀬未亜)が自身のチャンネル｢みあぞーの秘密基地NNN｣を開設し、2021年より活動拠点を移すことを発表した。
- たみー/民安ともえ Tammy Chとして
  - 2021年1月1日よりみあぞーとチャンネルを分け、｢たみー/Tammy Ch｣として活動を開始。それに伴いファンネームを｢たみみん(民民)｣に変更した。また新たにロゴを作成しており、デザインはユメノグラフィア所属の雎 雪待(みさご ゆきまち)が行った。2021年4月より、フリーランスとなったことによりチャンネル名を｢たみー/民安ともえ Tammy Ch｣へと変更している。
  - 活動自体はみあたみちゃんねる時代とほとんど変わっておらず、ゲーム配信、雑談、コラボや自主企画をメインに活動している。
  - 2021年2月6日に新衣装発表と共にメンバーシップが解禁した。新衣装のデザインはイラストレーターの暮宙シュンが、Live2Dへの移植は活動初期からLive2Dについての指導を仰いでいたなちくが担当した。
  - 2021年7月12日に行われた緊急配信[12]で午後6時台にYoutube10万登録を達成。月内で達成した暁として公約にしていた、ある衣装の解禁も同時に達成となった。
  - 2021年10月22日に「VTuber Fes Japan 2022」のオーディションにチャレンジャー部門で出場。一度は最終審査で奏みみに敗れ2位となるも、後に獲得ポイントの集計漏れがあったことが判明し、再集計の結果逆転1位となり、一転して双方のイベント出場が決定した[13]。

## 出演
太字はメインキャラクター。

### テレビアニメ
2012年
- リコーダーとランドセル（2012年 - 2013年、盛山ふたみ、女性俳優） - 3シリーズ
- リトルバスターズ!（2012年 - 2013年、棗鈴） - 2シリーズ

2014年
- 失われた未来を求めて（華宮凪沙）
- グリザイアシリーズ（2014年 - 2015年、入巣蒔菜、風見聡子） - 3シリーズ

2015年
- Charlotte（三嶋）

2020年
- おーばーふろぉ（白河彩音） - 民安ともえ名義

2021年
- かぎなど（2021年 - 2022年、棗鈴） - 2シリーズ

2022年
- その着せ替え人形は恋をする（テレビ音声）

### 劇場アニメ
- 劇場版 クドわふたー（2021年、棗鈴[26]）

### OVA
2012年
- 都合のよいセックスフレンド?（2012年 - 2014年、星野小鳥） - 4作品

2013年
- てにおはっ! 〜女の子だってホントはえっちだよ?〜 上巻 パワハラ・セクハラ・初体験!?（響七瀬）

2014年
- リトルバスターズ! EX（棗鈴）

### ゲーム
2011年度から一般作ではたみやすともえ、18禁及び歌唱では民安ともえと表記される。

#### 一般向けゲーム
2008年
- ジグソーワールド 〜大激闘!ジグバトル・ヒーローズ〜（ミカン）
- -atled-（石巻あおば） - パソコンパラダイス199号-201号付録

2010年
- W.L.O. 世界恋愛機構（依那）
- fortissimo//Akkord:Bsusvier（高嶺陽菜子）

2011年
- 次の犠牲者をオシラセシマス（柏木つむじ、柏木はるか）

2012年
- シュガーリィ ウィッシュ -Limited-（水野真理恵）
- リトルバスターズ！ PERFECT EDITION / Converted Edition PS3版（2012年 - 2013年、棗鈴、笹瀬川佐々美、直枝理樹） - 2作品

2013年
- クドわふたー -Converted Edition-（直枝理樹）
- グリザイアの果実 -LE FRUIT DE LA GRISAIA-（入巣蒔菜）
- 魔女と百騎兵（ラナ・ニア・ルッキーニィ、リリアーヌ）
- 嫁コレ（棗鈴）

2014年
- アイドル魔法少女ちるちる☆みちる（入巣蒔菜）
- Kadenz fermata//Akkord：fortissimo（高嶺陽菜子）
- エロゲの太陽（月島英理子）
- グリザイアの迷宮 -LE LABYRINTHE DE LA GRISAIA-（入巣蒔菜）
- グリザイアの楽園 -LE EDEN DE LA GRISAIA-（入巣蒔菜）

2015年
- ChuSingura46+1 -忠臣蔵46+1- V（毛利小平太）
- 月に寄りそう乙女の作法 〜ひだまりの日々〜（杉村北斗）
- 魔女と百騎兵 Revival（ラナ・ニア・ルッキーニィ）

2016年
- 乙女理論とその周辺 -Bon Voyage-（杉村北斗）
- crossbeats REV. SUNRISE (クローニャ)
- シルヴァリオ ヴェンデッタ -Verse of Orpheus-（チトセ・朧・アマツ）
- 果つることなき未来ヨリ（ミスカ・デスカ）
- 天穹ノ彼方の錬星郷（セレーネ・シュヴァルツェ、愛乃ぴこ）

2017年
- グリザイアの果実 -SIDE EPISODE-（入巣蒔菜）
- Rewrite IgnisMemoria（棗鈴）
- アイオライトリンク（フランシス、ルベライト）
- 万物乙女☆ダンジョンズ（クロウ、ペギノフ）
- 戦乱プリンセス（奏、榊原康政、宮本武蔵、武蔵坊弁慶、平清盛、江月宗玩）

2018年
- 龍が如く ONLINE（カムロップ、鳴海優）
- ソウル戦記S（アンナ）
- ジェミニシード（アリア、リリウム、クリュテ、クエンティア、リッカ）
- UNITIA 神託の使徒×終焉の女神（ブルネレスキ）
- 宝石姫 JEWEL PRINCESS（ティンクトゥラ、サファイア）

2019年
- あやかしランブル!（果心居士）
- アイ・アム・マジカミ（沙奈 / カミサマン）
- 凍京NECRO＜トウキョウ・ネクロ＞ SUICIDE MISSION（ミア・フェンダー）
- ふるーつふるきゅーと！（キワノ、ベルガモット）

2020年
- セブンズストーリー（棗鈴）
- グリザイア クロノスリベリオン（2020年 - 2023年、入巣蒔菜） - 2作品
- ドラゴンブレイク（アリス）
- プラスリンクス（上柚木たま）
- ミナシゴノシゴト（タテオトメ・ブリュンヒルデ）

2022年
- 鬼斬 HEROES（ボイスチケット -女性-） - 「たみー」名義

2023年
- 御城プロジェクト:RE〜CASTLE DEFENSE〜（刻詠の風水士 リンネ）

2024年
- マブラヴ：ディメンションズ（入巣蒔菜）

#### アダルトゲーム
2005年
- 幼なじみのぬくもり（園田美空）
- 魔隷奴〜調教の館（チェルシー）
- ぱ・ぴ・こ・ん〜双子の娘はどうきゅうせい〜（朝香ゆり子）
- 無限輪姦（川田美佳）
- ほたるの刻（藤堂せりな）
- 人妻スワッピング生活（矢口美姫）
- お姫様は特訓中!!2 〜受け継がれし性なる魔術〜（リーゼロッテ）
- い・き・な・り・許嫁!〜姫様のお輿入れ〜（六田まお）

2006年
- AVキング（謎の少女）
- 女教師・ゆうこ（森原木葉）
- おしえて巫女先生（古賀つばめ）
- ＞＞ふぁみ!〜今日のメニューはレッスンC〜（メリッサ・アイリーン・タカハシ）
- くのいち・咲夜（つばめ）
- あの街の恋の詩（神島朋子）
- 守ってあげちゃう! カラオケ篇"まさみ"（小林誠美）
- 姦染〜淫欲の連鎖〜（五十嵐朋美）
- ちっちゃいメイドさん（朝倉ちまり）
- 鬼道封神記（常葉）
- 守ってあげちゃう! 就職パーティー篇〜乱交しちゃうぞ!〜（小林誠美）
- 隷嬢倶楽部〜堕辱の虜囚達〜（火浦ひかり）
- Cloth×Close 〜ボクがくぃ〜ん!?〜（西園寺界）
- 聖騎士産卵記（テルファ）
- らぶ+らび（シフォン・アールグレイ）
- SNOW〜Plus Edition〜（謎の少女）
- CooL!!〜強娘純恋歌〜（御堂橋純）
- 萌えろダウンヒルナイト2（朝比奈燐華）
- ちょこっと☆ばんぱいあ!（リオ）
- おねがい♪ご主人さまっ!（白亜えらん）
- ふぃぎゅ@メイト（雛鳥恋 / マジ狩る怪盗メメ子）
- ダブルソリッド（エリー）
- CROSS FIRE（アンジェラ・オルシーニ）
- エーデルヴァイス（フィオナ、ミランダ）

2007年
- 姫騎士アンジェリカ 〜あなたって、本当に最低の屑だわ!〜（サブキャラ）
- 魔法少女ナユタ（葛城イソラ）
- 堕淫巫女（野々村可奈）
- みみ×みみ〜発情注意報〜（因幡美雪）
- 操り孕ませドリームノート（サブキャラ）
- 僕ガ壊シタオ嬢サマ（磯村凛花）
- 萌えろダウンヒルナイトBLAZE（朝比奈燐華）
- しおふきマーメイド（浦田杏）
- きゅんきゅん堂〜大人のためのお医者さんごっこ〜（劉白蘭）
- 風輪奸山〜この身幾たび汚されようとも〜（サブキャラ）
- 俺の女神さまっ!（遠山由季子）
- 続・秘湯めぐり（公星舞桜）
- 女神大戦（柳原さゆ）
- 姦染2〜淫罪都市〜（鶴田直美）
- 王賊（サブキャラ）
- 女体採集〜女の股に潜む蝶〜（峰丘倫子）
- るるるとささらの先生☆教えて 〜ボクは女のお坊っちゃま〜（醍琴山ささら）
- フ○ラチオティーチャー（黒田礼子）
- ARCUS X〜聖剣ノ継承者、忍び寄る淫夢〜（ルーシャン・ミルフィット）
- ARCUS X〜聖剣戦争、淫獄の軌跡〜（ルーシャン・ミルフィット）
- ARCUS X〜偽りノ隣人、淫行への招待状〜（ルーシャン・ミルフィット）
- とらぶるサッキュバス「ダーリン、今夜もいっぱ〜いえっちしちゃお」（エリナ=ミナ）
- ソルティアンジュ魔法倶楽部（伏見瀬里）
- らぶkiss!アンカー（シェリィ）
- 痴漢専用車両〜屈辱の痴漢電車〜（桐島椿）
- 幼なじみはベッドヤクザ!（小野塚あさひ）
- 姉はグラビアアイドル（猪又蘭）
- 汗濡れ少女美咲 「アナタのニオイでイッちゃう!」（葉加瀬由貴）
- 淫シリーズ（芳野千景）
  - 淫触痴漢電車
  - 淫縛監禁調教
  - 淫辱淫肛開発
  - 淫乱露出調教
  - 淫獄公衆輪姦
  - 特濃生中出し

- HSK 〜Hな妹とツンな幼馴染に挟まれADV〜（星野琴音）

2008年
- 看護戦隊ナースレンジャー（ブラックナース香織）
- 陵辱の杜（三宮美鈴）
- 姫∽神1/2（レイファン）
- 魔剣少女エンヴィー 〜Blade of Latens・炎の継承者〜（エルフリーデ）
- 催淫術師 〜恥辱まみれの絶頂〜（矢上純）
- 瞳の烙淫 〜淫縛の牝奴隷〜（早坂美希子）
- 虐襲3（ギャリコ）
- 鋼炎のソレイユ CHAOS REGION（蒼龍流）
- 夏空カナタ（三好双葉）
- 戦女神ZERO（リ・クティナ）
- 姦系図〜ゆとり君の逆襲〜（豊川文緒）
- コムスメ【孤高娘】（リュシィ・ハルトマン）
- AionGarden（本宮依子）
- いんすたんとしようじょ（みるく）
- やみツキ!（都筑美琴）
- 5 -ファイブ-（春楡志乃）
- リトルバスターズ! エクスタシー（棗鈴、笹瀬川佐々美、直枝理樹）
- X Change Alternative2（百合原サユリ）
- 民族淫嬢（マリー・ルイス・キャスティーヤ）
- 孕ませ王（ウルズ・バッカーニアーズ）
- SIN -黒朱鷺色の少女-（クレル）
- あいれぼ 〜IDOL☆REVOLUTION〜（佐伯加奈）
- 姦染3 〜首都崩壊〜（神凪悠帆）
- 皇涼子のBitchな1日（皇暁人）
- ほしうた（周防ななの）
- あさひとつぐみの新婚生活 〜幼なじみはベッドヤクザ!・アナザー〜（小野塚あさひ）

2009年
- ココロ保健室 〜キミとナイショのカウンセリング〜（此花詠美）
- 魔王と踊れ! II change of the world（マリー・グルノーブル）
- あきまほ!（緒方楓子）
- ばにしゅ! 〜おっぱいの消えた王国〜（コロロコ・スワロウ）
- W.L.O. 世界恋愛機構（依那）
  - W.L.O.世界恋愛機構L.L.S. -LOVE LOVE SHOW-（依那）

- echo.（雨宮梢枝）
- くのいち飛鳥 〜吉原遊郭奇談〜（牡丹）
- 世界を征服するための、3つの方法（リーザ・ファルシェ）
- 来てね!魔法戦士の学園祭 〜FANDISCの乙女たち〜（覇印滅亜）
- 姫とボイン（コスモスのめいぷる姫）
- マジスキ 〜Marginal Skip〜（天津冬子）
- 姉ニモマケズ 〜お姉ちゃんズは刺激的!〜（姉倉晶）
- 夏色ストレート!（平河鈴）
- くる〜ず☆クルーズ 〜少女の10年とちいさな約束〜（烏丸茜）
- ヴァルキリーコンプレックス（エリス・リチュアル）
- Primary 〜Magical★Trouble★Scramble〜（ミンティア＝ミミット＝ミディム）
- 仏蘭西少女（唐森花世）
- Tiara（ステラ・ファー・スィーリオス）
- ANGEL MAGISTER（ナギ＝エバーブライト）
- ナツユメナギサ（大河内夢）
- あい☆きゃん（堀池レイナ）
- 黄昏に煌く銀の繰眼（アシュリー・スタンフォード）
- 夏いろペンギン（硯谷ゆあ）
- 恋文ロマンチカ（八代様）
- Distance -ディスタンス-（香椎ことは）
- だっこしてぎゅっ! 〜オレの嫁は抱き枕〜（茨森とばり）
- ボクがワタシになった理由 〜女装計画〜（篠宮葵）
- 魔動装兵クラインハーゼ（ロゼ・リリエンタール）
- つく×つく　〜お姉さんナースに尽くされるゲーム〜（朝倉真央）
- 愛娘という名の玩具（多田双葉）
- EternalSky-悠久の空の彼方-（立花望愛）
- らぶデス4 〜ν-Realtime Lovers〜（桜井夕貴）
- ほしうた 〜Starlight Serenade〜（周防ななの）
- 都市伝説は人を喰う（海部百合香）
- アリス2010（コロロコ・スワロウ）
- D.C.II Fall in Love 〜ダ・カーポII〜 フォーリンラブ（エリカ・ムラサキ）
- 嘘デレ!（二条 院式子）

2010年
- ド田舎ちゃんねる5 〜こちら鈴音学園放送部〜（神山美鈴）
- 乙女恋心プリスター（ミカン）
- ルーンロオド（鋼麻奈、アーデルハイド）
- 絶望師（愛沢ゆうゆ）
- ぴゅあらっ!（五頭ナジャ）
- こいらぼ
- 戦女神VERITA（魔神ラーシェナ）
- 魔界天使ジブリール4（マイマイ)
- 色に出でにけり わが恋は（天城梨桜）
- あまあね（八嶋恵）
- プリンセス・ハンティング〜魔王様の収穫祭〜（フェミナ、イクラス）
- あるぴじ学園（ステラ・フィッツジェラルド ）
- クドわふたー（直枝理樹）
- エグゼクタースクリプト（八雲未緒）
- Sugar+Spice2（日比谷ノーラ）
- 乙女恋心プリスターFANDISC〜もっとHに恋せよ乙女!〜（ミカン）
- ぱいずりチアリーダーVS搾乳応援団!（高柳侑子）
- 俺サマのラグナRock（ネルトス）
- お嫁さん候補があらわれた! コマンドは?（桐生雪姫）
- 魔王を征服する為の666の方法（リーザ・ファルシェ）
- くれよんちゅーりっぷ〜ちどりとこるりの誘惑授業〜（鴇田ちどり）
- 失われた未来を求めて（華宮凪沙）
- 美脚隷嬢優奈（竹澤みはる）
- キッキングホース★ラプソディ（織奈のばら）
- ただかの〜正しい彼女の作り方〜（奈津美）
- よついろ☆パッショナート!（夏目音子、夏目音奈）
- D.C. Dream X'mas 〜ダ・カーポ〜 ドリームクリスマス（エリカ・ムラサキ）
- プリンセス・ハンティング〜プレミアム・エディション〜（フェミナ、イクラス）
- 姦染3〜首都崩壊〜スペシャルプライス版（神凪悠帆）
- しおふきマーメイド 廉価版（浦田杏）

2011年
- 小夜子（山本杏奈）
- グリザイアの果実（入巣蒔菜）
- 蠱蝶の夢 「もう、やめて……! これ以上私の精神（こころ）を穢さないで……!」（七海静流）
- 狗哭（阿佐井由梨）
- A.G.II.D.C. 〜あるぴじ学園2.0 サーカス史上最大の危機!?〜（ルーナ・フィッツジェラルド、ステラ・フィッツジェラルド）
- シキガミ（がしゃ子）
- 必殺痴漢人II（瀬尾ありあ）
- サクラの空と、君のコト 〜Sweet Petals For My Dear〜（羽根坂千春）
- すきま桜とうその都会（彩香）
- 規制不可〜俺は実在しないので、ナニをヤッても許される〜（ジェニファー・リン）
- でりばらっ! -deliverance of strays-（国見 麻里）
- ジンコウガクエン（楽）
- 女装山脈（古屋敷 由良）
- よめはぴ〜You make happy!〜（黒河まりあ）
- 恋愛家庭教師ルルミ★Coordinate!（矢田百合子）
- 戦国天使ジブリール（マイマイ）
- なびnavi☆おーしゃん 〜恋のクルージングは風まかせ〜（烏丸茜）
- 虐襲4（ミュリア・ローザ・ガリュス、ギャリコ、うな猫）
- 淫獣艦獄（リズ＝クローバー）
- 魔王姫狩り イナルナ姫淫行肉欲責め（イクラス・キー）
- シオンの血族（ソフィア）
- ましろサマー（天城 咲乃）
- 輝光翼戦記 銀の刻のコロナ（健見久美）
- 魔法少女アルテリオン 〜愛悦に溺れる姉弟〜（神尾クロエ）
- 都合のよいセックスフレンド?（星野小鳥）
- ごっくん!マイダーリン 〜金髪ぷに巨乳な婚約者の調教DAYS〜（エレオノーラ・スタリコフ
- あっぱれ!天下御免（比良賀輝）

2012年
- グリザイアの迷宮（入巣蒔菜）
- かみのゆ（水本杏理）
- ‘&’ - 空の向こうで咲きますように -（穂之上摩樹）
- 末期、少女病 -Lyrical pop World’s end-（水上夏樹）
- -atled-everlasting song（石巻あおば）
- fortissimo EXS//Akkord:nächsten Phase（高嶺陽菜子）
- すたどる!（緒ノ乃ももこ）
- それゆけ!ぶるにゃんマン HARDCORE!!!（カルヴァウォッシュ）
- 真剣で私に恋しなさい!S（南條・M・虎子）
- しりこん☆まじっく（ミュー）
- ずっとつくしてあげるの!（向坂 乙姫）
- 英雄*戦姫（三蔵法師）
- 団地妻となう。（滝井梓）
- Angel Guard（篠原結衣）
- 虹翼のソレイユ-ⅶ's World-（夜鳥姫）
- しあわせ家族部（みそら）
- ちゅぴちゅぴ男の娘 〜家庭教師と双子のひみつの授業〜（高崎千尋羽）
- 虐襲4 EXTRA SCENARIO（ミュリア・ローザ・ガリュス）
- らぶらぼ（真島サキ）
- 紅神楽（向日葵）
- 白コキ黒コキ 〜黒タイツに責められるがそれぐらいでは白ニーソをあきらめない俺〜（里見梨乃）
- 受胎島（如月麗））
- てにおはっ!〜女の子だってホントはえっちだよ?〜（響七瀬）
- CHU→NING LOVER（奈津小夏）
- おたマ!〜おたく仲間はちっこいマニア〜（日本橋きらら）
- 魔法少女ルキフェル桜花（上代桜花）
- おとたま〜ぼくたちガールズバンドです〜（りゅーりゅー（結城りゅう））
- 月に寄りそう乙女の作法（杉村北斗）
- 黄昏の先にのぼる明日-あっぷりけFanDisc- （ユキ、アル）
- あっぱれ!天下御免［祭］（比良賀輝）
- Chaos Labyrinth -ケイオスラビリンス-（ティリーナ、ルサールカ(ロナリーナ)）
- プリンセスキッス!-少女千年紀物語-（ヒマリ）
- 未来はキミに恋してる（久手神楽）
- 辻堂さんの純愛ロード（片岡舞香）

2013年
- グリザイアの楽園（入巣蒔菜）
- 輝光翼戦記 銀の刻のコロナFD（健見久美）
- 魔法少女はキスして変身る 〜相手が彼以外の人だなんて……〜（水上伊織）
- パステルチャイム3 バインドシーカー（リリアム・マッカバーン）
- ガーディアン☆プレイス 〜ドエスの妹と3人の嫁〜（鳳蒼衣）
- 双子座のパラドクス（山本テスラ）
- ChuSingura46+1 -忠臣蔵46+1-（毛利小平太）
- 赤さんと吸血鬼。（ハンス・ウォルター・コンラート・ファイト）
- BRAVA!!（ナレーション、演劇部副部長）
- 戦国†恋姫〜乙女絢爛☆戦国絵巻〜（前田〔犬子〕利家）

2014年
- 桃郷♪オチン☆ピア!（高橋菜穂子）
- 終わる世界と双子座のパラダイス（山本テスラ）
- 真剣で私に恋しなさい! A-3（南條・M・虎子）
- 虐襲5（ディディオ・プレックス）
- 銃騎士Cutie☆Bullet（種子島若桜）
- 英雄*戦姫GOLD（三蔵法師、異世界の観測者）
- 恥辱の女騎士「オークの出来そこないである貴様なんかに、この私がっ……!!」（リエル）
- それゆけ! ぶるにゃんマン えくすたしー!!!（カルヴァウォッシュ）
- 偽骸のアルルーナ（ステラ、ルーナ）
- ひまわり!! 〜あなただけを見つめてる〜（鬼衣みこと）
- 箱庭ロジック（雨皿真奈）
- えろまんが! Hもマンガもステップアップ♪（児玉愛海）
- 恋する姉妹の六重奏（牧ノ瀬まゆ）
- おとなり恋戦争（葵涼華）

2015年
- IZUMO4（飯綱、久世 大地（幼少期））
- まじかるカナン2 〜緋色のベルガモット〜（柊ちはや）
- シルヴァリオ ヴェンデッタ（チトセ・朧・アマツ）
- D.C.II Dearest Marriage 〜ダ・カーポII〜 ディアレストマリッジ（エリカ・ムラサキ）
- 虐襲5 エクストラシナリオ（ディディオ・プレックス）
- アンラッキーリバース Unlucky Re:Birth/Reverse（ウルシュ）
- ちんくる★ツインクル フェスティバル! （マラドンナ）
- ナデレボ!（サトーさん）
- 果つることなき未来ヨリ X-RATED （ミスカ・デスカ）

2016年
- ハプニングLOVE!!（日高 ミク）
- 真剣で私に恋しなさい! A-5（骨法部主将）
- この恋、青春により。（宮城野 凛）
- 戦国†恋姫X 〜乙女絢爛☆戦国絵巻〜（前田 又左衛門 犬子 利家）
- LAMUNATION!（アイリス）
- キミトユメミシ（チジョフ・時雨）
- なないろ＊クリップ 〜最後のステージ〜（花咲 広美）
- 真剣で私に恋しなさい! A（南條 虎子）
- HSK 〜Hな妹とツンな幼馴染に挟まれADV〜 【新S版】（星野 琴音）

2017年
- 万物乙女☆ダンジョンズ（魔術師クロウ）
- カスタムメイド3D2＋ ACT.3（和寒 陽菜々）
- ニュートンと林檎の樹（ラビ・ジエール）
- SuGirly Wish HD Renewal Edition（水野 真理恵）
- みなとカーニバルFD（片岡 舞香、片瀬 胡蝶）
- DolphinBlade -ドルフィンブレード-（テテ・ディンガ）
- あかときっ2! -紡ぐマホウと零れるヒカリ-（陽川 奈夕）
- 三極姫5 〜飛将光臨・戦煌の闘神〜（孫策伯符、孟獲）
- 幕末尽忠報国烈士伝 -MIBURO-（佐々木 愛次郎）

2018年
- 催眠学園1年生（篠宮 セリーヌ）
- 闇染Revenger －墜ちた魔王と堕ちる戦姫－（久喜沢 心桜、黄昏時姫ラビリンス）
- キュートリゾート 〜しようよ エッチなアクティビティ〜（マラドンナ様）
- 性欲が止まらないご主人様と三人のメイドたち（犬飼 愛萌）

2019年
- エモーション・クリエイターズ（あほの子）
- 姫と穢欲のサクリファイス（フィアナ・クレヴィング）
- えろまんが! Hもマンガもステップアップ♪ HDリマスター（児玉 愛海）

2020年
- ヌキアニ!! メガネでおっぱいな女教師の淫乱学園生活with皇涼子のBitchな1日（皇 暁人）
- ダンジョンズレギオン -魔王に捧ぐ乙女の肢体-（クレア）

2022年
- 戦国†恋姫EX弐〜鬼の国、越前編〜（前田 犬子 利家）

### ドラマCD
- 電車で電車で電車でGO!GO!GO!れぼりゅ〜しょん（枕木 輪役）
- D.C.II Fall in Love 音姫と由夢の「卒業〜アルティメット回顧録〜」（エリカ・ムラサキ役）
- 女装山脈ドラマCD（古屋敷 由良）
- ドラマCD ‘＆’-空の向こうで咲きますように-幻の堀出夏祭り（穂之上 摩樹）[110]
- 人狼 - Chaotic Time -（アニータ・メイシス[111]）
- RIN backstage （秋山 恵実）
- Key百人一首 読み上げCD（2019年、棗鈴）

### ラジオCD
- 鬼畜CD・S / 鬼畜CD・M
- アキハバラ発! ぷらてぃあ放送局 ラジオCD Vol.1
- アキハバラ発! ぷらてぃあ放送局 ラジオCD Vol.2
- コミックマーケット72 限定セット（アキハバラ発! ぷらてぃあ放送局限定マキシシングル）
- アキハバラ発! ぷらてぃあ放送局 ラジオCD Vol.3
- アキハバラ発! ぷらてぃあ放送局 ラジオCD Vol.4
- アキハバラ発! ぷらてぃあ放送局 ラジオCD Vol.5
- ラジオCD 「ラジオ リトルバスターズ! ナツメブラザーズ!」 Vol.1
- ラジオCD 「ラジオ リトルバスターズ! ナツメブラザーズ!」 Vol.2
- ラジオCD 「ラジオ リトルバスターズ! ナツメブラザーズ!」 Vol.3
- ラジオCD 「ラジオ リトルバスターズ! ナツメブラザーズ!」 Vol.4
- ラジオCD 「ラジオ リトルバスターズ! ナツメブラザーズ!(21)」 Vol.1〜
- ラジオCD 「ラジオ リトルバスターズ! ナツメブラザーズ!(21)」 Vol.2
- ラジオCD 「ラジオ リトルバスターズ! ナツメブラザーズ!(21)」 Vol.3
- 催眠的な彼女2月号 ラジオCD「たみらじ!!」

### ASMR
- パチパチはじける海の家～みあたみとイチャLOVEしよ～（2019年、たみー）
- あやかし郷愁譚 ～ヤマネコ やこ～（2020年、やこ）
- 幼馴染サキュバスにいじられてばかりだったので仕返しエッチしてやった 全年齢（2021年、リリ）

### 吹き替え
- 触手（アレハンドラ〈ルース・ラモス〉[112][113]）
- チアリーダーズキャンプ（チアリーダーの娘）
- THE KING OF FIGHTERS（2011年、バイス）

### テレビ番組
- ブシロードTCG情報局（2012年、TOKYO MX、BS11）
- 30秒でバズってください！（2021年、東海テレビ）

### インターネットラジオ
- 半熟たまご（新堂真弓・民安ともえ）※ 放送終了
- GOD SAVE THE 保健室（アキバ系BBチャンネル：2006年8月10日 - 2008年3月27日）（荒木太朗・渡辺恋・民安ともえ）
- アキハバラ発!ぷらてぃあ放送局（ぷらてぃあ、Game-Style：2007年3月8日 - 12月27日）（まきいづみ・民安ともえ）※第40回放送分まで
- 民安★ロック・オン・エアー（民安★ROCK公式サイト：2008年1月23日 - 2009年12月25日）
- セリオン学園広報部（Symphony公式サイト内）（神村ひな・民安ともえ）※ 第14回ED - 第40回
- ナツメブラザーズ!（音泉：2008年6月23日 - 2009年2月23日）（緑川光・民安ともえ）
- ストーンヘッズWebラヂオ 中目黒わくわくモンキーパーク（公式サイト内：2008年9月 - 2009年12月）（民安ともえ・三ツ矢新）※放送休止中
- デートコースのマジスキ通信（公式サイト内：2009年1月23日 - 5月8日）（民安ともえ、みるく、加瀬愛奈）※ 第3回までは「デートコースのマジスキラジオ」の名前で放送
- ナツメブラザーズ!(21)（音泉：2009年3月2日 - 2011年10月24日）（緑川光・民安ともえ・鈴田美夜子）
- 鋼のソレ・ラジ（ラジ☆コン）（草柳順子・民安ともえ）※放送終了
- じゅうはちキン!-自由ではちゃめちゃRockin' Radio-（超!A&G+：2009年4月7日 - 2012年9月17日）（民安ともえ、bamboo）
- メイドのお時間（BBstation：2009年11月18日 - 2010年2月3日）
- 電脳妄想開発室（BBstation：2010年1月7日、2011年7月7日）（民安ともえ、御苑生メイ）※パーソナリティ織姫よぞらが休みの為代役
- ヴァイスシュヴァルツ ひみつのタミテラッシュ村（HiBiKi Radio Station：2010年8月 - 2011年2月）（民安ともえ、寺川愛美、中本順久）
- クラブグリザイア（HiBiKi Radio Station：2011年2月9日 - 2012年2月29日）（一色ヒカル、民安ともえ）
- 民安ともえとみんなでつくるラジオ 民らじ（音泉：2012年5月14日 - 8月20日）（民安★ROCK、民安ともえ）
- リトルバスターズ!R（HiBiKi Radio Station、音泉：2012年10月5日 - 2014年9月12日）（たみやすともえ・緑川光・若林直美）
- グリザイアの番組（ラジオ）〜世界に刃向かう、一つのラジオ〜（音泉、HiBiKi Radio Station：2014年9月30日 - 2015年7月14日）（田中涼子、たみやすともえ、清水愛）[114]
- 民安ともえ と 青葉りんごの神プロRadio（音泉：2019年9月21日-）（民安ともえ、青葉りんご）

### 雑誌
- 痛G　vol,3（2008年11月28日）[115]
- 女装少年コレクション　インタビュー
- おと☆娘（2010年11月〜連載中）「民安がイクッ!」

### その他コンテンツ
- Music Maker Producer Edition jamバンド PC音楽ソフト（弦巻マキ）
- Music Maker Producer Edition 2 jamバンド PC音楽ソフト（弦巻マキ）
- Sound PooL jamバンドパック I 音楽ループ素材（弦巻マキ）
- Sound PooL jamバンドパック 1.5 音楽ループ素材（弦巻マキ）
- Sound PooL jamバンドパック II 音楽ループ素材（弦巻マキ）
- Sound PooL jamバンドパック III 音楽ループ素材（弦巻マキ）
- VOICEROID+ 民安ともえ 音声合成ソフト（弦巻マキ）
- ホラーサウンドノベル 隣人（久松 紀子）
- NOLIFE TV OPテーマボーカル（TV番組/フランス）
  - テーマ曲は古代祐三が作曲。「たみうた。」に収録済
- 民安ROCK/秋桜 Promotion Video（プロモーションビデオ/La.Ciruelo）
- TAMIYASU ROCKS01（インディーズCD/民安★ROCK※2008/5/11完売※）
- 英雄戦記レーヴァテイン プロモーションムービー（ナレーション）
- オトコの娘カルタ　(読み上げ)
- 女装少年 ゲーム大全 2009〜2011（監修等）
- 終末のハーレム（2017年、オーディオドラマ）翠[116]
- 民安★ROCK.jp(ライブDVD)
- 民安★ROCK true end.(ライブDVD)
- A.I.VOICE 羽ノ華 音声合成ソフト

## ディスコグラフィ

### ゲームボーカル
2006年
- >>ふぁみ!〜今日のメニューはレッスンC〜 OP「FAMIFAMI☆」
- おねがい♪ご主人さまっ! OP「メイドさんスーパーライブ!」

2007年
- るるるとささらの先生☆教えて 〜ボクは女のお坊っちゃま〜 OP「先生☆教えて」
- 俺の女神さまっ! OP「お嫁さんが女神さま」
- とらぶるサッキュバス OP「らぶらぶトラブル」
- SweetHome OP「MySweetHome」

2008年
- Pure My 妹ミルクぷるん♪ OP「ぱおぱおすぃーつ」
- お掃除戦隊くりーんきーぱー OP「きらきら×きーぱー」（コンシューマーゲーム＜Wii＞作品、民安ともえ feat.TECHNO RIDER TAMMY）
- お掃除戦隊くりーんきーぱー ED「ぽりっしゅ!」（コンシューマーゲーム＜Wii＞作品、民安ともえ feat.TECHNO RIDER TAMMY）
  - 佐宗綾子が作曲。

- HimeのちHoney 挿入歌「August fly」
- SIN -黒朱鷺色の少女-
  - 挿入歌「ランサー」
  - キャラクターソング「完全無敵の恋ゴコロ」（Barbarian On The Groove feat.民安ともえ）

- -atled-第一部 Extra収録曲「夏草」（民安★ROCK）
- -atled-第二部 Extra収録曲「ノックロックボーイフレンド」（民安★ROCK）
- 太鼓の達人12 「Rotter Tarmination」
  - 細江慎治が作曲。随所に小ネタがある。

2009年
- Princess Party 〜プリンセスパーティー〜 挿入歌「キラキラッ☆-twinkle star light-」（デートコース）
- マジスキ 〜Marginal Skip〜
  - イメージソング「抱きしめて欲しいよ」（デートコース）
  - 挿入歌「Tomorrow keep shining. -piano arrangement-」（天津りさ＠民安ともえ）

- くる〜ず☆クルーズ 〜少女の10年とちいさな約束〜 OP「Mystery Cruise」
- あい☆きゃん OP「アイドルKiss!無敵ッス☆」（民安ともえ×織姫よぞら）
- だっこしてぎゅっ! 〜オレの嫁は抱き枕〜 OP「だっこしてぎゅっ! 〜汝、隣の枕（よめ）を愛せ」
- いちゃぷり!〜お嬢様とイチャラブえっちな毎日〜
  - OP「いちゃいちゃプリンセス!」（デートコース）
  - ED「恋と君だけを感じて」（デートコース）

2010年
- ぴゅあらっ! ED「春風満帆」（民安★ROCK）
- 色に出でにけり わが恋は OP「色に出でにけり わが恋は」（天城梨桜ver. ※ソフマップ特典）
- Sugar+Spice2
  - OP「Dreaming!」（民安★ROCK）
  - ED「Goodnight Darling」（民安★ROCK）

- ヴァルプルギス OP「White…Shining wing」
- 俺サマのラグナRock
  - OP「ロックマイソウル」（Barbarian On The Groove feat.民安ともえ）
  - ED「what a wonder ending world 」（Barbarian On The Groove feat.民安ともえ）

- ただかの〜正しい彼女の作り方〜
  - OP「ラブリィ☆マジック」
  - ED「瞬間の季節」

- キッキングホース★ラプソディ OP「Summer days rhapsody」
- よついろ★パッショナート!
  - OP「Lively Passion!」（民安★ROCK）
  - OPシングルカップリング曲「ドリームシフト(『絶対無敵ライジンオー』OPカバー)」（民安★ROCK）
  - 挿入歌「冬羽」（民安★ROCK）
  - ED「ハル・コイ」（民安★ROCK）

2011年
- なびnavi☆おーしゃん 〜恋のクルージングは風まかせ〜 OP「Mystery Cruise」

2012年
- かみのゆ OP「かみのゆ -Coming for you-」、ED「恋は花ざかり」
- -atled-everlasting song ED　挿入歌「導火線」（民安★ROCK）
- すたどる! 挿入歌「パタパタパレード」
- それゆけ!ぶるにゃんマン HARDCORE!!! 挿入歌「ネズミが1番!」
- しりこん☆まじっく OP「誰にもトメラレnight」
- らぶらぼ OP「LvLb」（民安★ROCK）
- 受胎島 OP「monologue」
- CHU→NING LOVER OP「CHU2CHU」（民安★ROCK　withえで〜(Team-OZ-)）
- RIN backstage 「POLICE」、「triangle」(RIN(民安ともえ×鯨ノ森うろん×月野アリス))
- 未来はキミに恋してる OP「未来への一歩」(AngelNote featuring民安★ROCK）
- おとたま〜ぼくたちガールズバンドです〜 りゅーりゅーキャラクターソング「星屑プレリュード」(民安ともえ）
- 雷の戦士ライディIII 〜逆襲の邪神官〜 OP(民安ともえ）

2013年
- CROSS☓BEATS 「未確認XX生命体」（民安★ROCK）

2015年
- crossbeats REV. 「Hello, Mr.crosbie」（民安★ROCK）

2016年
- キミトユメミシ キャラクターソング・挿入歌「時雨Dictionary」

2017年
- CHUNITHM 「Kattobi KEIKYU Rider」

### アルバム
- TECHNO RIDER TAMMY(民安ともえ)
- SMILEBIT-TECHNO RIDER TAMMY 2(民安ともえ)
- たみうた。(民安ともえ)
- Rocks Juice（民安★ROCK）
- Power Halation（民安★ROCK）
- フェスティバライフ（民安★ROCK）
- Rock it Higher!（民安★ROCK）
- HOME（民安★ROCK）
- 民安★ROCK BEST

### 音楽CD
- おねがい♪ご主人さまっ! サウンドトラック
- とらぶるサッキュバス サウンドトラック
- たみうた。
- リトルバスターズ! キャラクターソング 〜鈴〜 「鈴の密かな恋の唄 / Mission:Love sniper」
- TECHNO RIDER TAMMY
- るるるとささらの先生☆教えて!
- SMILEBIT-TECHNO RIDER TAMMY 2  AlchemySOUND Vocal
- Collection（「メイドさんスーパーライブ!」収録）
- graviton -Winter Selection Vol.2-（デートコース 天津 りさ）
- Princess Party Vocal Album（デートコース 天津 りさ）
- マジスキ ボーカルアルバム（デートコース 天津 りさ）
- POROROCK
- 世界メイド選手権
- デートコースFANDISC マジスキVer.
- リトルバスターズ!エクスタシーキャラクターソング　〜佐々美〜 「猫と硝子と円い月 / Alicemagic」
- いちゃいちゃプリンセス！（デートコース 天津 りさ）
- 民安ともえ×織姫よぞら/アイドルKiss!無敵ッス
- Livery Passion!（ドリームパーティ東京限定）
- サカレサマー
- FrostyTale

### シリーズ一覧
1. ↑  シーズン1（2021年）、シーズン2（2022年）
2. ↑  アプリ版（2020年 - 2021年）、PC版（2023年）